# No Sign of Life
No Sign of Life (gelegentlich auch kurz NSOL) ist eine finnische Modern- und Melodic-Death-Metal-Band aus Laukaa, die 2006 gegründet wurde.

## Geschichte
Die Band wurde im Jahr 2006 gegründet. In den folgenden Jahren folgte die Veröffentlichung verschiedener Demos und EPs. Nachdem das Debütalbum Chaotic Type of Reality 2010 in Eigenveröffentlichung erschienen war, schloss sich 2012 über Mighty Music mit Embrace Your Demons das zweite Album an. Die Band konnte durch den Vertrieb von Megarock Distribution aus Schweden nicht nur verschiedene Tonträger in Finnland, sondern auch in Japan absetzen.

## Stil
JD von metalbite.com ordnete die Band in seiner Rezension zu Chaotic Type of Normality dem Melodic Death Metal zu und bezeichnete die Musik als Mischung aus Alexisonfire, etwas Novembers Doom, Cancer Bats und sehr viel We, the Undersigned aus Kanada. Die Songs hätten einen chaotischen Charakter, da die Gruppe versuche zu viele Ideen in einen Song einzubauen. Matthias Weckmann vom Metal Hammer bezeichnete die Musik von Embrace Your Demons als Modern Metal, wobei die Gruppe sich jedoch an vielen Genres bediene. Ein harscher Gesang und „sägende“ Riffs würden an Diablo erinnern, während man auch sehr melodische Passagen im Stil von Pain of Salvation einsetze. Den Songs fehle es jedoch an Originalität und Songwriting-Qualität.

## Diskografie
- 2006: No Sign of Life (Demo, Eigenveröffentlichung)
- 2007: Non-Existing World (Demo, Eigenveröffentlichung)
- 2007: Antics (EP, Eigenveröffentlichung)
- 2009: Border State (Single, Eigenveröffentlichung)
- 2010: Chaotic Type of Normality (Album, Eigenveröffentlichung)
- 2012: Embrace Your Demons (Album, Mighty Music)